# Caroline Marie van Oostenrijk

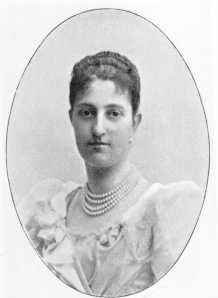
Caroline Marie, aartshertogin van Oostenrijk, prinses van Toscane (1890)

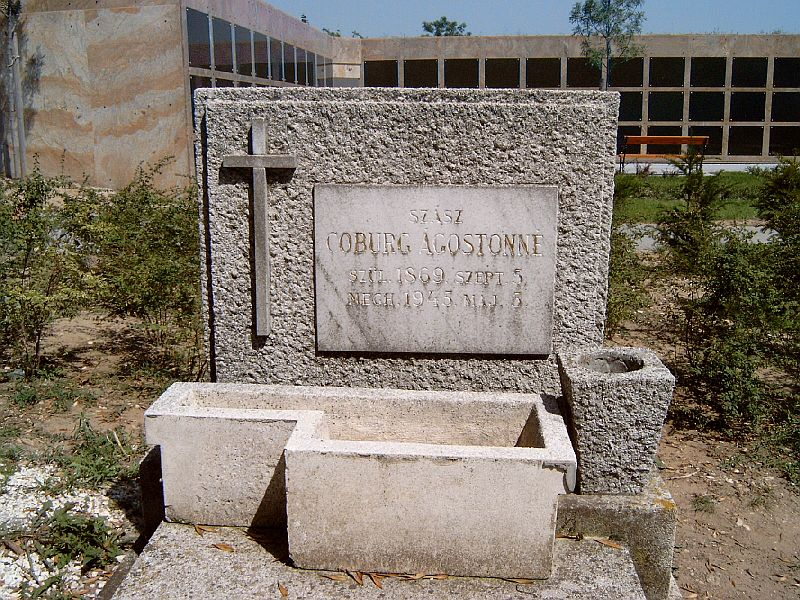
Het graf van Caroline Marie te Boedapest.

Caroline Marie Immaculata van Oostenrijk, prinses van Toscane (Altmünster (Oostenrijk-Hongarije), 5 september 1869 – Boedapest (Hongarije), 12 mei 1945) was een Oostenrijkse aartshertogin.
Zij was de tweede dochter en het vierde kind van Karel Salvator van Oostenrijk en Maria Immaculata van Bourbon-Sicilië.
Zelf trouwde zij op 30 mei 1889 met Augustus Leopold van Saksen-Coburg-Gotha, een kleinzoon van keizer Peter II van Brazilië en een neef van koning Ferdinand van Bulgarije. 
Het paar kreeg de volgende kinderen:
- August Clemens Karel (August Clemens Karl) (1895 – 1908)
- Clementine Maria (Klementine Maria) (1897 – 1975), gehuwd met Eduard von Heller
- Maria Caroline (Maria Karoline) (1899 – 1944), vermoord tijdens het nationaalsocialistische euthanasieprogramma in Hartheim
- Reinier Maria Jozef (Rainer) (4 mei 1900 – 7 januari 1945) gehuwd met Johanna Karolyi de Karoly-Patty en later met Edith de Kózol
- Philips Josias (Philipp Josias) (18 augustus 1901 – 18 oktober 1985), gehuwd met Sara Halász
- Theresa Christiana (Theresia Christiana) (23 augustus 1902 – 24 januari 1990), gehuwd met Lamoral Taxis
- Leopoldine Blanche (Leopoldine Blanka) (1905 – 1978), niet gehuwd
- Ernst Frans (Ernst Franz) (1907 – 1978), gehuwd met Irmagard Röll